# Оналфо, Кёрт
Кёрт Оналфо (англ. Curt Onalfo; 19 ноября 1969, Сан-Паулу, Бразилия) — американский футболист, выступавший на позиции защитника, и футбольный тренер. В настоящее время — технический директор клуба «Нью-Инглэнд Революшн».

## Биография

### Ранние годы
Оналфо родился в Бразилии — в Сан-Паулу, но рос в США — в Риджфилде, штат Коннектикут.
В 1987—1990 годах обучался в Виргинском университете и играл за университетскую футбольную команду под руководством Брюса Арены.

### Клубная карьера
Взрослую карьеру Оналфо начал в клубе «» в пятом дивизионе Франции, где выступал в сезоне 1991/92. Однако, разрыв ахиллова сухожилия вынудил его приостановить карьеру.
19 ноября 1993 года, в его 24-й день рождения, у Оналфо была диагностирована болезнь Ходжкина в третьей стадии, поставившая под угрозу его жизнь. После обширного шестимесячного курса химиотерапии рак вошёл в стадию ремиссии.
В июне 1994 года Оналфо возобновил карьеру, присоединившись к клубу «Коннектикут Вулвз» из USISL, где выступал два сезона.
В 1995 году Оналфо подписал контракт с MLS — новой высшей лигой США, которая планировала провести свой первый сезон в том же году. Когда лига была вынуждена отложить свой дебютный сезон до 1996 года, он был отправлен в аренду в клуб «Тампико Мадеро» из второго дивизиона Мексики.
В феврале 1996 года на инаугуральном драфте MLS Оналфо был выбран в восьмом раунде под общим 74-м номером клубом «Лос-Анджелес Гэлакси». В MLS дебютировал 30 июня в матче против «Колорадо Рэпидз», выйдя на замену во втором тайме вместо Грега Ванни. В сезоне 1996 сыграл в 16 матчах, из них три — в плей-офф, в том числе — 20 октября в первом Кубке MLS, проигранном «Ди Си Юнайтед» со счётом 2:3, заменив во втором тайме Хорхе Сальседо. По окончании сезона 1996 «Лос-Анджелес Гэлакси» отчислил Оналфо.
2 февраля 1997 года на дополнительном драфте MLS Оналфо был выбран во втором раунде под общим 16-м номером клубом «Сан-Хосе Клэш». Дебютировал за «Клэш» 22 марта в матче открытия сезона 1997, против «Метростарз». Сыграл только в шести матчах сезона. По окончании сезона 1997 «Сан-Хосе Клэш» отчислил Оналфо.
В марте 1998 года Оналфо присоединился к «Ди Си Юнайтед». За вашингтонский клуб дебютировал 13 мая в матче против «Нью-Инглэнд Революшн», выйдя на замену в концовке вместо Марио Гори. Сыграв в трёх матчах, из-за операции на ахилловом сухожилии и пятке, перенесённой 25 августа, был вынужден досрочно завершить сезон 1998. В сезоне MLS 1999 сыграл только в одном матче. В 1999 году также выступал в аренде в клубах Эй-лиги: «МЛС Про 40», «Мэриленд Мейния» и «Хамптон-Роудс Маринерс». 24 ноября 1999 года Оналфо объявил о завершении футбольной карьеры.

### Международный
За сборную США Оналфо сыграл один раз — 14 июня 1988 года в товарищеском матче со сборной Коста-Рики.
В составе сборной США до 20 лет принимал участие в молодёжном чемпионате мира 1989.
В составе сборной США до 23 лет завоевал золотую медаль Панамериканских игр 1991. Был капитаном сборной на летних Олимпийских играх 1992.

### Тренерская карьера
После завершения карьеры игрока Оналфо работал детским тренером в северной Виргинии и основал там свою собственную детскую футбольную школу Curt Onalfo Soccer.
6 февраля 2001 года Оналфо вернулся в «Ди Си Юнайтед», войдя в штаб главного тренера клуба Томаса Ронгена в качестве ассистента. В 2002 году, после увольнения Ронгена, ассистировал следующему тренеру клуба Рею Хадсону.
Работал ассистентом главного тренера в сборной США до 23 лет в 2002 году.
В 2003—2006 годах был помощником Брюса Арены в сборной США.
В конце 2004 года Оналфо рассматривался в качестве одного из шести кандидатов на должность главного тренера «Колорадо Рэпидз».
27 ноября 2006 года Оналфо был назначен главным тренером «Канзас-Сити Уизардс». 3 августа 2009 года Оналфо был уволен после разгромного поражения со счётом 0:6 от «Далласа». К этому времени «Канзас-Сити» занимал шестое место в Восточной конференции MLS с результатом в 5 побед, 6 ничей и 7 поражений. Всего клуб за три неполных сезона под его руководством добился результата в 27 побед, 22 ничьи и 29 поражений, и в обоих предыдущих сезонах выходил в плей-офф.
28 декабря 2009 года Оналфо был нанят на должность главного тренера «Ди Си Юнайтед». 4 августа 2010 года, после того как «Ди Си Юнайтед» начал сезон с результатом в 3 победы, 3 ничьи и 12 поражений, Оналфо был уволен.
27 января 2011 года Оналфо присоединился к «Лос-Анджелес Гэлакси», заняв должности ассистента главного тренера Брюса Арены и главного тренера резервной команды. 29 января 2014 года «Лос-Анджелес Гэлакси» объявил о создании своего фарм-клуба в USL PRO «Лос-Анджелес Гэлакси II» и Оналфо был назначен его главным тренером. 13 декабря 2016 года, после ухода Арены тренировать сборную США, Оналфо был назначен главным тренером «Лос-Анджелес Гэлакси». 27 июля 2017 года Оналфо был уволен после результата в 6 побед, 4 ничьи и 10 поражений.
2 июня 2019 года Оналфо был назначен техническим директором «Нью-Инглэнд Революшн».

## Достижения
Как игрока
Командные
 «Ди Си Юнайтед»
- Чемпион MLS (обладатель Кубка MLS): 1999